# Ș
O Ș (minúscula: ș) é uma letra (S latino, adicionado de uma virguliță ou vírgula) dos idiomas romeno e turco que equivale ao dígrafo |ch| do português.
O Ș não aparecia nas primeiras versões do Unicode, pelo que o Ş (S com cedilha) lhe ocupou o lugar em textos romenos em suporte digital. O Ș foi introduzido a partir do Unicode 3.0 a pedido da Roménia, mas a maioria dos textos em romeno ainda não o utiliza, apesar de o uso ser recomendado.

Alfabeto romeno: diferença entre as formas correctas (com vírgula, em cima) e aproximadas (com cedilha, em baixo).